# Souselas
Souselas est une ancienne paroisse civile portugaise (en portugais : freguesia) de la municipalité de Coimbra dans le district du même nom.
La loi no 11-A/2013 du 28 janvier 2013, portant réorganisation administrative du territoire des freguesias, fusionne Souselas avec la paroisse voisine de Botão pour former l’União das freguesias de Souselas e Botão (dont le siège est à Souselas).